# Cherie Blair
Cherie Blair, CBE, QC (Bury, 23 de setembro de 1954) é uma advogada (barrister) inglesa, casada com Tony Blair, ex-primeiro-ministro do Reino Unido. É conhecida publicamente como Cherie Booth .
Seu pai, o ator Tony Booth, deixou sua mãe quando Cherie tinha oito anos de idade. Cherie e sua irmã, Lyndsey, foram criadas pela sua mãe Gale e sua avó paterna Vera Booth, uma católica devota. Cherie e sua irmã entraram no colégio católico em Crosby, Merseyside. Cherie teve seis meias-irmãs, incluindo a jornalista Lauren Booth.
Cursou direito na London School of Economics. 
Em dezembro de 2013, foi eleita uma das 100 mulheres mais influentes do mundo pela BBC.